# Shatha Tower
Shatha Tower – wieżowiec w Dubaju, w Zjednoczonych Emiratach Arabskich, o wysokości 167 m. Budynek posiada 41 kondygnacji. Ukończenie budowy miało miejsce w 2006.